# Aljaksandr Schymanowitsch
Aljaksandr Wiktarawitsch Schymanowitsch (belarussisch Аляксандр Віктаравіч Шымановіч, englische Transkription Aliaksandr Shymanovich; * 9. Februar 1998) ist ein belarussischer Leichtathlet, der sich auf den Hammerwurf spezialisiert hat.

## Sportliche Laufbahn
Aljaksandr Schymanowitsch trat im Jahr 2014 in ersten Wettkämpfen im Hammerwurf auf nationaler Ebene an. 2015 war er für die U18-Weltmeisterschaften in Cali qualifiziert. Dort erreichte er das Finale, in dem er den sechsten Platz belegte. 2016 erreichte er die nächsthöhere Altersklasse. Im Juli nahm er in Polen an den U20-Weltmeisterschaften teil. Mit Bestleistung von 75,81 m zog er in das Finale ein. Dort kam er nicht nochmal an diese Weite heran und wurde am Ende Zehnter. 2017 übertraf er mit dem Wurfgewicht von 6 kg zum ersten Mal die 80-Meter-Marke. Ende Juli trat er in Italien bei den U20-Europameisterschaften an. Auch dort zog er in das Finale ein und konnte schließlich die Silbermedaille gewinnen. 2018 nahm Schymanowitsch zum ersten Mal an den belarussischen Meisterschaften der Erwachsenen teil. Dort belegte er den sechsten Platz. 2019 trat er in Schweden bei den U23-Europameisterschaften an. Im Finale übertraf er knapp die 70-Meter-Marke und belegte damit den sechsten Platz. Ende August belegte er bei den belarussischen Meisterschaften den vierten Platz. Zwei Jahre später gewann er dann Bronze bei den nationalen Meisterschaften. 2023 stellte er mit einem Wurf auf 80,26 m eine neue Bestleistung auf und qualifizierte sich damit für die Weltmeisterschaften im August in Budapest und die Olympischen Sommerspiele 2024 in Paris.
2022 und 2023 wurde Schymanowitsch belarussischer Meister im Hammerwurf.

## Wichtige Wettbewerbe
| Jahr                | Veranstaltung             | Ort                 | Platz               | Disziplin           | Weite               |
| Startet für Belarus | Startet für Belarus       | Startet für Belarus | Startet für Belarus | Startet für Belarus | Startet für Belarus |
| ------------------- | ------------------------- | ------------------- | ------------------- | ------------------- | ------------------- |
| 2015                | U18-Weltmeisterschaften   | Cali                | 6.                  | Hammerwurf (5 kg)   | 73,05 m             |
| 2016                | U20-Weltmeisterschaften   | Bydgoszcz           | 10.                 | Hammerwurf (6 kg)   | 72,29 m             |
| 2017                | U20-Europameisterschaften | Grosseto            | 2.                  | Hammerwurf (6 kg)   | 77,74 m             |
| 2019                | U23-Europameisterschaften | Gävle               | 6.                  | Hammerwurf          | 70,56 m             |

## Leistungsentwicklung
- 2016: 68,70 m
- 2018: 71,22 m
- 2019: 73,00 m
- 2020: 75,07 m
- 2021: 76,04 m
- 2022: 78,06 m
- 2023: 80,26 m